# Новочернеевское сельское поселение
Новочерне́евское се́льское посе́ление — сельское поселение в Шацком районе Рязанской области. Поселение утверждено 14 апреля 2009 года, советом депутатов муниципального образования Новочернеевское сельское поселение, в связи с законом «О наделении муниципального образования — Шацкий район статусом муниципального района», принятый Рязанской областной Думой 22 сентября 2004 года.
Административный центр — село Новочернеево.

## Население
| 2010 | 2011 | 2012 | 2013 | 2014 | 2015 | 2016 |
| ---- | ---- | ---- | ---- | ---- | ---- | ---- |
| 781  | ↗946 | ↘750 | ↘732 | ↘707 | ↘670 | ↘657 |
| 2017 | 2018 | 2019 | 2020 | 2021 |      |      |
| ↘651 | ↘621 | ↘587 | ↘572 | ↗622 |      |      |

## Состав сельского поселения
В состав сельского поселения входят 5 населённых пунктов
- Веселый (посёлок) — 0[13]
- Новочернеево (село, административный центр) — 421[13]
- Парсаты (деревня) — 89[13]
- Старочернеево (село) — 328[13]
- Сявель (деревня) — 108[13]